# Joseph-Denis Doche
Joseph-Denis Doche (París, 22 d'agost de 1766 – Soissons, 20 de juliol de 1825), fou un mestre de capella, director d'orquestra i compositor musical francès. Era pare del músic Alexandre Pierre Joseph Doche (1799-1849).
Als dinou anys fou nomenat mestre de capella de la catedral de Coutances, càrrec que desenvolupà fins al 1793. L'any següent entrà en l'orquestra del teatre del Vaudeville, de París. de la que en fou, des de 1810, director.
Va compondre nombrosos aires per les peces que es representaven en aquell teatre, tals com les titulades Fauchon la Veilleuse, La Belle au bois dormant, Santara, Haine aux femmes, Les deux Edmond, així com Les trois Derville, Les deux sentinelles (1803), i Point de bruit (1804), diverses operetes, diverses misses i les col·leccions titulades La Musette du Vaudeville, Romances et chansons, sobre paraules de Louis-Philippe de Ségur, i Trois Recueils de romances.